# Euplexaura amerea
Euplexaura amerea är en korallart som beskrevs av Manfred Grasshoff 1999. Euplexaura amerea ingår i släktet Euplexaura och familjen Plexauridae. Inga underarter finns listade i Catalogue of Life.